# Павлов, Константин Юрьевич
Константи́н Ю́рьевич Па́влов (укр. Костянтин Юрійович Павлов; 12 января 1973, Кривой Рог, Днепропетровская область — 15 августа 2021, Вольное, Днепропетровская область) — украинский политик, народный депутат Украины 7-го, 8-го созывов. Городской глава Кривого Рога с 17 декабря 2020 года до момента своей смерти, 15 августа 2021 года убит в своём загородном доме.

## Биография
Родился 12 января 1973 года в городе Кривой Рог в семье коренных криворожан. Отец Юрий Павлов — инженер производственного объединения «Кривбассруда», мать — кассир на главпочтамте, умерла от болезни в 1982 году.
В 1992 году окончил Криворожский политехнический техникум по квалификации электрослесарь 4-го разряда и начал работать электрослесарем на карьере Южного горно-обогатительного комбината. Без отрыва от производства окончил Межрегиональную академию управления персоналом по специальности «экономист». Окончил Открытый международный университет Великобритании ЛИНК по специальности «менеджер организаций».
С 1996 года — заместитель директора предприятия «Кривбассконсалтинг», в 1998—1999 годах — директор.
С 1999 года — заместитель начальника отдела сбыта и внешнеэкономической деятельности в управлении Южного горно-обогатительного комбината.
С 2002 года — первый заместитель директора и исполнительный директор Криворожского сурикового завода.
В 2005 году вступил в Партию регионов.
В 2006 году стал первым заместителем главы Кривого Рога. В 2006 и 2010 годах избирался депутатом Днепропетровского областного совета.
В 2010 году стал главой постоянной комиссии по вопросам коммунальной собственности, жилищно-коммунального хозяйства Днепропетровского областного совета. С 2010 года — глава Криворожской городской организации Партии регионов.
С октября 2012 года — председатель Федерации футбола Кривого Рога.
В 2012 году избран народным депутатом Украины седьмого созыва от Партии регионов по одномандатному мажоритарному избирательному округу № 31. Набрал 43,37 % голосов избирателей.
В 2014 году избран народным депутатом Украины восьмого созыва. Избрался по одномандатному избирательному округу № 31, самовыдвиженец. Стал членом депутатской фракции «Оппозиционный блок».
25 декабря 2018 года включён в санкционный список России.
На местных выборах 2020 года баллотировался на пост городского главы Кривого Рога от партии «Оппозиционная платформа — За жизнь», по итогам первого тура 25 октября занял третье место с 9,15 % голосов и не проходил во второй тур, уступив действующему главе Юрию Вилкулу и кандидату от «Слуги народа» Дмитрию Шевчику. Но 17 ноября в своём обращении Вилкул объявил, что снимает свою кандидатуру «по состоянию здоровья» в пользу Павлова и призвал жителей Кривого Рога поддержать его. В СМИ существовала теория, что Вилкул снялся с выборов по тайным договорённостям окружения президента Зеленского с Ринатом Ахметовым, оба из которых были заинтересованы в победе Шевчика в родном городе президента.
Во втором туре выборов 6 декабря выиграл выборы городского главы Кривого Рога, набрав 56,97 % голосов. Кандидат Дмитрий Шевчик набрал 69 369 голосов избирателей.
15 августа 2021 года СМИ сообщили, что Павлов был найден застреленным у себя дома в селе Вольное Криворожского района Днепропетровской области.
Похоронен в Кривом Роге на Центральном кладбище.

### Деятельность на посту мэра
Ввёл для жителей Кривого Рога бесплатный проезд на общественном транспорте с 1 мая 2021 года, для этого нужно оформить Криворожский Электронный билет — карту криворожанина.

## Семья
Был женат, вдова Елена, сын Юрий Павлов (род. 1994) — бизнесмен.
Младший брат — Андрей Юрьевич Павлов (13 января 1977—18 октября 2021) — работал на предприятии «Арселор Миттал Кривой Рог», найден мёртвым через 2 месяца после смерти старшего брата.
Двоюродный брат — Борис Павлов (25 августа 1971 — 10 ноября 2021), найден повешенным, правоохранители сообщили о том, что у него был рак пищевода, а также туберкулёз.
Вдова мэра Кривого Рога: «В нашей семье за последние 3 месяца три смерти. Все молодые мужчины от 44 до 50 лет. После третьей смерти за три месяца я хочу заявить, что ни у меня, ни у нашего с Костей сына Юры нет смертельных болезней, мы не пьем алкоголь и не собираемся заканчивать жизнь самоубийством. У нас новый газовый котел, новая электрическая проводка дома, в машине исправные тормоза, ездим мы тоже очень аккуратно. Мой сын Юрий ни разу в жизни не употреблял наркотиков».

## Награды
- Почётная грамота Верховной рады Украины — за особые заслуги перед украинским народом;
- Нагрудный знак Днепропетровской ОГА «За развитие региона»;
- Почётный знак главы Днепропетровского областного совета;
- Знак «За заслуги перед городом» (Кривой Рог) 1-й степени (13.11.2014)[21];
- орден Украинской православной церкви Святителя Николая Чудотворца «За благотворительность».